# Ключи (Нижнедевицкий район)
Ключи — хутор в Нижнедевицком районе Воронежской области.
Входит в состав Скупопотуданского сельского поселения.

## История
Хутор Ключи, первоначально село Ключи Нижнедевицкого уезда.
История поселения написана священником А. Богомоловым в Воронежских Епархиальных ведомостях номере 18 за 1867 год: согласно записям в метрической книге церкви 1780— 82 годов село иногда называлось Дубинино, вероятно, от множества дубовых лесов в этой местности. Расположено в Нижнедевицком уезде, Воронежской губернии, в 95 верстах от города Воронеж, в 35 верстах от уездного города и 10 верстах от Курской границы. Название Ключи (Ключ) возникло от множества ключей водных, в этом месте располагавшихся. Поселение находится в логу, между холмов, так, что не сразу и увидишь его при приближении. Жителей имеется 1058 мужчин и 1084 женщины. Улиц как таковых не имеется. Дома разбросаны беспорядочно. Несмотря на изобилие ключей, и разного рода озер, реки в данной местности не протекает ни одной, да и ключи множественные, со временем исчезли в результате неосмотрительной деятельности жителей. Местечко Ключи (Ключ), в начале семнадцатого века, сплошь окруженное дубовыми лесами, являлось приютом для татар, набегавших сюда с юга. По преданиям местных старожилов в пяти верстах от этого места жил с шайкой разбойников атаман Юрка Теремязев, татарского рода, царского происхождения, творивший в окрестностях разбои. Место то с тех пор и называется Юрово. В царствование Алексея Михайловича, присланным войском, шайка была частью разогнана, частью уничтожена.
Начало поселения. В царствование Михаила Федоровича, затем при Алексее Михайловиче, местность эта была очищена от разного рода иноверцев. Заселение ее вновь приветствовалось. Сначала тут появились переселенцы из городов Ефремова и Тулы в селе Солдатское на Геросиме. Уже оттуда и пришли первопоселенцы на новое место, в Ключи. Известны имена некоторых первопоселенцев: например, двое крестьян Кленя, (Климент) Дураков, родом из Ефремова и Федор Карцев из Тулы. Следом появились Андрей Подкопаев (по прозвищу грешник), Михаил Дураков, Федор по прозвищу «Сухарь». К 1730 году в селе уже собралось до пятисот душ только мужского пола. В это время была построена деревянная церковь во имя Богородицы, просуществовавшая 64 года. В 1794 году появилось прошение на постройку, а в 1798 началось строительство нового каменного храма. Закончено строительство в 1799 году. В этом же году село вошло в состав Воронежской губернии.
Занятия жителей. Состояние здешних поселян нельзя назвать завидным, потому, что на душу населения количество обрабатываемой земли весьма малое, а наемная земля дорога. От того местные жители по большей части живут извозничеством. Обычаи поселян ничем примечательным не отличаются от большинства тогдашнего народа. Письменных памятников древности, как и самих древностей, тоже не имеется. Церковные записи села ведутся с 1780 года. Движение населения с конца восемнадцатого и до середины девятнадцатого века выглядит так: В 1785 году всех жителей было 828 мужчин и 799 женщин. В 1800 году соответственно 802 и 807, в 1815 году 887 и 737, в 1821 году 918 и 872, в 1830 году 1169 и 1122, в 1841 году 1215 и 1197, в 1850 году 969 и 1033, в 1860 году 1127 и 1182, в 1866 году соответственно 1058 и 1084.

## Известные уроженцы
Дураков, Митрофан Антонович (1913—1963) — полный кавалер ордена Славы.

## Улицы
- ул. Ключевая